# Стежерень
Стежерень (рум. Stejăreni) — село у Страшенському районі Молдови. Входить до складу комуни, адміністративним центром якої є село Лозова.

## Населення
За даними перепису населення 2004 року у селі проживали 647 осіб.
Національний склад населення села:
| Національність   | Кількість осіб | Відсоток   |
| ---------------- | -------------- | ---------- |
| молдавани румуни | 628 17         | 97,1% 2,6% |
| росіяни          | 2              | 0,3%       |
| Всього           | 647            | 100%       |